# HMS Deptford
El HMS Deptford fue un navío de línea de 50 cañones de la Marina Real británica, botado en Woolwich Dockyard en 1687.
Se sometió a una reconstrucción por primera vez en Woolwich en 1700, pasando a tener entre 46 y 54 cañones. Su segunda reconstrucción se llevó a cabo en el Portsmouth Dockyard, pasando a tener 50 cañones y se botó el 19 de junio de 1719.
En 1710 fue capitaneado por Sir Tancred Robinson.
El Deptford fue vendido por la Royal Navy ca. 1725.